# Хампден (округ)
Округ Хампден (англ. Hampden County) располагается в штате Массачусетс, США. Официально образован в 1812 году. По состоянию на 2010 год численность населения составляла 463 490 человек.

## География
По данным Бюро переписи США, общая площадь округа равняется 1642,062 км2, из которых 1598,032 км2 приходится на сушу и 44,030 км2 (2,7 %) на водоёмы.

### Соседние округа
- Хампшир, Массачусетс — на севере
- Толленд, Коннектикут — на юго-востоке
- Хартфорд, Коннектикут — на юге
- Беркшир, Массачусетс — на западе
- Вустер, Массачусетс — на востоке
- Литчфилд, Коннектикут — на юго-западе

## Население
По данным переписи населения 2000 года в округе проживает 456 228 жителей в составе 175 288 домашних хозяйств и 115 690 семей. Плотность населения составляет 285,00 человек на 1 км2. На территории округа насчитывается 185 876 жилых строений при плотности застройки около 116 строений на 1 км2. Расовый состав населения: белые — 79,10 %, афроамериканцы — 8,10 %, коренные американцы (индейцы) — 0,26 %, азиаты — 1,30 %, гавайцы — 0,07 %, представители других рас — 8,85 %, представители двух или более рас — 2,32 %. Испаноязычные составляли 15,17 % населения независимо от расы.
В составе 31,90 % из общего числа домашних хозяйств проживают дети в возрасте до 18 лет, 45,80 % домашних хозяйств представляют собой супружеские пары проживающие вместе, 15,90 % домашних хозяйств представляют собой одиноких женщин без супруга, 34,00 % домашних хозяйств не имеют отношения к семьям, 28,40 % домашних хозяйств состоят из одного человека, 11,90 % домашних хозяйств состоят из престарелых (65 лет и старше), проживающих в одиночестве. Средний размер домашнего хозяйства составляет 2,52 человека, а средний размер семьи 3,10 человека.
Возрастной состав округа: 26,10 % моложе 18 лет, 9,20 % от 18 до 24, 28,40 % от 25 до 44, 21,90 % от 45 до 64 и 14,50 % от 65 и старше. Средний возраст жителя округа 36 лет. На каждые 100 женщин приходится 91,90 мужчин. На каждые 100 женщин старше 18 лет приходится 87,70 мужчин.
Средний доход на домохозяйство в округе составлял 39 718 USD, на семью — 49 257 USD. Среднестатистический заработок мужчины был 37 676 USD против 27 621 USD для женщины. Доход на душу населения составлял 19 541 USD кому ещё не исполнилось 18 лет) и 9,60 % тех, кому было уже больше 65 лет.

## Известные уроженцы и жители
- Сабрина Тавернайс (род. 1971) — американская журналистка, награждена Kurt Schork Memorial Awards[англ.] за «её глубину и человеческое понимание в освещении России» (англ. «her depth and human insight in covering Russia»).[2]